# Lac Grasset
Pour les articles homonymes, voir Grasset.
Le lac Grasset est un plan d'eau douce de la partie Sud du territoire de Eeyou Istchee Baie-James (municipalité), dans la région administrative du Nord-du-Québec, dans la province de Québec, au Canada. Ce lac couvre presque tout le canton de Grasset en plus de s’étendre vers l’Ouest dans le canton de Subercase.
La foresterie constitue la principale activité économique du secteur. Les activités récréotouristiques arrivent en second.
Ce bassin versant ne comporte pas de route forestière d’accès. La surface du lac Grasset est habituellement gelée du début novembre à la mi-mai, toutefois la circulation sécuritaire sur la glace se fait généralement de la mi-novembre à la mi-avril.

## Géographie
Couvrant 89, ce lac sous forme d’olive comporte une longueur de 15 km, une largeur maximale de 9 km et une altitude de 250 m. Le lac Grasset s’alimente surtout de la rivière Subercase (venant du Sud-Ouest). Il est le plus important plan d’eau alimentant la rivière Kitchigama.
L’embouchure du lac Grasset est localisé sur la rive Nord à :
- 28,5 km à l’Ouest du lac Matagami ;
- 45,9 km au Nord-Ouest du centre-ville de Matagami ;
- 96,9 km à l’Est de la frontière Québec-Ontario ;
- 126,8 km au Sud-Est de l’embouchure de la rivière Kitchigama (confluence avec la rivière Nottaway[1].

Les principaux bassins versants voisins du lac Grasset sont :
- côté Nord : rivière Kitchigama, lac Paul-Sauvé ;
- côté Est : lac Matagami, rivière Nottaway, rivière Bell ;
- côté Sud : rivière Subercase, rivière Bell, rivière Harricana, rivière Samson ;
- côté Ouest : rivière Samson, rivière Harricana.

## Toponymie
Les Algonquins désignent ce plan d’eau « Apicigamijici », signifiant « lac rond sans îles » ; ce qui traduit bien les caractéristiques du lac.
Ce toponyme évoque l’œuvre de vie d’André Grasset (Montréal, 1758 – Paris, 1792). Dès l’âge de six ans, en 1764, il accompagne son père à Calais, en France. Au terme de ses études classiques au collège Sainte-Barbe, un établissement parisien fondé en 1460, André Grasset s'oriente vers le sacerdoce. Sulpicien, il est ordonné prêtre à Sens, en 1783.
À l’époque de sa graduation, le pays vit une crise économique et sociale qui laisse la monarchie dans la plus grande indifférence. Lentement, mais sûrement, le peuple de France est en marche vers une période cruciale de son histoire, soit la Révolution française qui s’enclenche en 1789.
Affairé dans cette transformation sociétale, les membres du clergé doivent souscrire à la Constitution civile par laquelle le clergé dont les évêques et les prêtres ne reçoivent plus l'investiture du pape ; ils deviennent des fonctionnaires de l'État. Au cours d'un procès, devant ce qui lui apparaît comme une renonciation à ses croyances les plus fondamentales, André Grasset refuse de prêter ce serment. Il sera assassiné, de même que tous les prêtres et les évêques prisonniers dans l'ancien monastère des Carmes à Paris, en 1792.
La Révolution française, dont l'une des périodes les plus sombres débutait sous le règne de la terreur, fit ainsi son premier martyr québécois. Plus d'un siècle après sa mort, André Grasset fut béatifié. Il est devenu le premier Canadien de naissance à être élevé sur les autels, le 17 octobre 1926.
Le toponyme "lac Grasset" a été officialisé le 5 décembre 1968 par la Commission de toponymie du Québec lors de sa création.